# Danses hongareses (Brahms)
Les Danses hongareses (en alemany: Ungarische Tänze), WoO 1, són un conjunt de vint-i-una peces musicals -originalment per a piano a quatre mans-, obra del compositor alemany Johannes Brahms.
L'interès del músic per la música zíngara va ser molt precoç: des de l'edat de dinou anys va acompanyar el violinista hongarès Ede Reményi a través d'Alemanya, qui el va iniciar en la música del seu país i li va presentar Joseph Joachim, qui seria un dels amics més íntims al llarg de la seva vida.
Les vint-i-una danses hongareses van ser compostes en diversos anys: les sis primeres van ser proposades l'any 1867 a un editor, que les va refusar. Les deu primeres varen aparèixer el 1869 en la seva versió per a piano a quatre mans. Les últimes van ser editades el 1880.
No impliquen número d'opus, el compositor no les considerà obres originals, sinó senzilles adaptacions d'obres de música tradicional. Sembla tanmateix que els temes onzè, catorzè i setzè siguin totalment originals. Atesa aquesta manca de número d'opus, dins el catàleg de l'obra de Brams se'ls assigna l'identificador WoO 1 -segons el costum de designar les obres sense número d'opus amb les sigles WoO, corresponents a l'expressió alemanya Werke ohne Opuszahl, "Obra sense número d'opus"-.
N'existeixen nombroses transcripcions. Només la primera, la tercera i la desena van ser orquestrades de la mà del músic. Antonín Dvořák va fer l'orquestració de les cinc últimes. Brahms va fer un arranjament de les deu primeres per a piano sol. El seu amic, el violinista Joseph Joachim, en va fer igualment una versió per a violí i piano.
- Dansa núm. 1 en sol menor (Allegro molto) (3')
- Dansa núm. 2 en re menor (Allegro no assai) (3')
- Dansa núm. 3 en fa (Allegretto) (2')
- Dansa núm. 4 en fa menor (Poco sostenutto) (4')
- Dansa núm. 5 en fa # menor (Allegro) (2')
- Dansa núm. 6 en re bemollc (Vivace) (3')
- Dansa núm. 7 en la (Allegretto) (1')
- Dansa núm. 8 en la menor (Presto) (3')
- Dansa núm. 9 en mi menor (Allegro no troppo) (1')
- Dansa núm. 10 en fa (Presto) (1')
- Dansa núm. 11 en do (Poco andante) (2')
- Dansa núm. 12 en re menor (Presto) (2')
- Dansa núm. 13 en re (Andantino grazioso) (1')
- Dansa núm. 14 en re menor (Un poco andante) (1')
- Dansa núm. 15 en si bemoll (Allegretto grazioso) (2')
- Dansa núm. 16 en fa (Con moto) (2')
- Dansa núm. 17 en fa marca amb una diesi menor (Andantino) (2')
- Dansa núm. 18 en re (Molto vivace) (1')
- Dansa núm. 19 en si menor (Allegretto) (1')
- Dansa núm. 20 en mi menor (Poco allegretto) (2')
- Dansa núm. 21 en mi menor (Vivace) (1')

La més coneguda és sense cap dubte la cinquena, molt sovint interpretada. Una escena cèlebre en el cinema on se la pot sentir és en una escena de la pel·lícula The Great Dictator de Charles Chaplin, quan aquest, interpretant a un barber, pentina un client seguint el ritme de la música.